# Подмосковье сегодня
«Подмосковье сегодня» — газета, издаваемая и распространяемая на территории Московской области.

## История

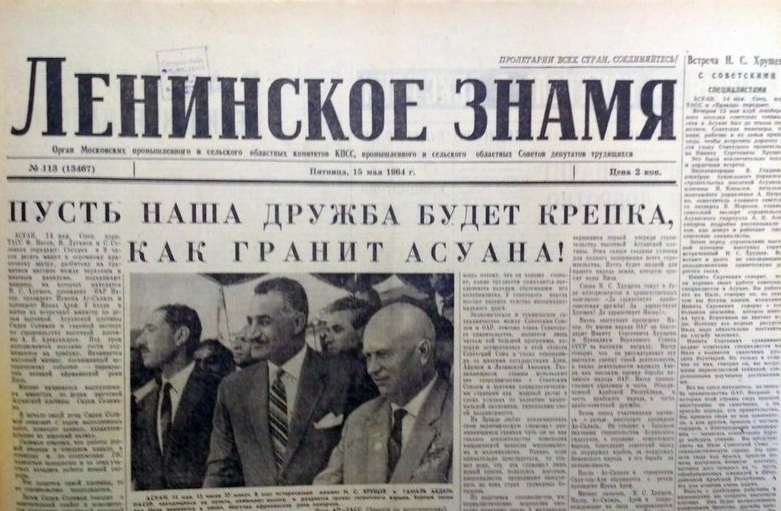
Газета «Ленинское знамя», 1964

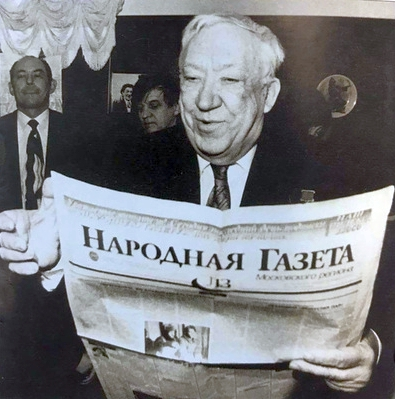
Юрий Никулин читает «Народную газету»

18 июля 1918 года был издан первый номер газеты «Вечерние Известия Московского Совета рабочих и красноармейских депутатов». Газета была первой ежедневной газетой в Московской губернии. Название газеты несколько раз менялось. С 18 марта 1920 года газета стала носить название «Коммунистический труд» — орган Московского комитета РКП и Московского совета, с 7 февраля 1922 года — «Рабочая Москва», с 1 марта 1939 года — «Московский большевик» — орган МК и МГК ВКП(б), Московского областного и городского Совета депутатов трудящихся. 19 февраля 1950 года газета получила название «Московская правда».
«Московская правда» являлась органом Московского городского и областного комитета КПСС, но в 1958 году произошло разделение этого комитета на городской и областной. Соответственно, 1 февраля 1958 года разделена надвое была и газета «Московская правда». Городская сохранила своё имя, а областную назвали «Ленинское знамя».
Областная газета «Ленинское знамя» просуществовала свыше 30 лет. С 18 марта 1960 года газета продолжила валовую нумерацию от первого номера газеты «Вечерние Известия Московского Совета рабочих и красноармейских депутатов». В 1958—1991 годах «Ленинское знамя» выходило с подзаголовками: «Орган Московского областного комитета КПСС и Московского областного Совета депутатов трудящихся» (1958—1963); «Орган Московского промышленного и сельского областных комитетов КПСС, промышленного и сельского областных Советов депутатов трудящихся» (1963—1964); «Орган Московского областного комитета КПСС и Московского областного Совета депутатов трудящихся» (1965—1977); «Орган Московского областного комитета КПСС и Московского областного Совета народных депутатов» (1977—1991).
В начале 1960-х годов весь состав редакции «Ленинского знамени» был близок к увольнению, так как на газету внезапно обиделся генеральный секретарь ЦК КПСС Н. С. Хрущёв, заметивший, что его обращение к гречководам было набрано более мелким шрифтом, чем статья об охотниках-браконьерах. Однако в последний момент решение о роспуске редакции было им отменено.
4 февраля 1992 года «Ленинское знамя» изменило название и газета стала называться «Народная газета „ЛЗ“ Московского региона». В 1992 году к газете стали выходить специализированные приложения: «Управа», «Мегаполис», «Моё поколение», «Московская управа», «Спортивная столица», «Московская управа».
4 января 1995 года аббревиатура «ЛЗ» исчезла из названия и газета получила имя «Народная газета Московского региона», а с 27 апреля 2001 года — «Народная газета».
20 марта 2001 года «Народная газета» объединилась с газетой «Подмосковные известия» и стала выходить под заглавием «Ежедневные новости. Подмосковье». С 2013 года газета стала называться «Подмосковье сегодня».
С 2013 по 2018 год увеличился тираж с 40 до 100 тысяч.
В 2018 году «Подмосковье сегодня» отметило столетний юбилей с момента создания.
По состоянию на 2018 год, выпускалось свыше 80 тысяч экземпляров газеты в день и 6 выпусков в неделю.
Сайт газеты перешёл на свободную лицензию Creative Commons Attribution, за что в 2021 году был удостоен специального приза Экспертного совета премии губернатора Московской области «Медиана» и «Викимедиа РУ» «Свободные знания для Википедии».
В декабре 2023 года ИД «Подмосковье» прекратил выпуск ежедневной газеты «Подмосковье сегодня» и еженедельника «Подмосковье. Неделя». 
На сегодняшний день ИД «Подмосковье» занимается выпуском интернет-издания regions.ru

## Названия газеты и её главные редакторы
- Вечерние Известия Московского Совета рабочих и красноармейских депутатов (1918—1920)
- Коммунистический труд (1920—1922)
- Рабочая Москва (1922—1939)
  - 1932 — Л. Ковалёв[13]
  - 1937 — А. Григоренко[13]
- Московский большевик (1939—1950)
  - 1941—1945 — К. А. Губин[4].
- Московская правда (1950—1958)
- Ленинское знамя (1958—1992)
  - 1958—1969 — В. Н. Голубев[14]
  - 1970-е — К. И. Буколов[15]
  - 1980-е — Л. В. Гусев[14]
  - 1990-е — И. В. Минушов[16]
- Народная газета (1992—2001)
  - 1998 — А. Л. Кононов[14]
- Ежедневные новости. Подмосковье (2001—2013)
- 2005-2012 — П.А. Карапетян
- Подмосковье сегодня (с 2013)
  - 2018 год — Илья Попов[11]